# Liberté (hymne de la Guinée)
Pour les articles homonymes, voir Liberté (homonymie).
Liberté est l'hymne national de la Guinée depuis son indépendance en 1958. La musique vient de l'air traditionnel Alfa Yaya, adapté par le Guinéen Fodéba Keïta, auparavant retravaillé par Djély Mamoudou Kandé.
Cet air traditionnel est une mélodie mandingue qui est redevenue populaire après avoir été utilisée en 1904 lors d’une conférence de notables afin de saluer l’arrivée d’Alpha Yaya Diallo, chef du diiwal de Labe, actuelle province de Labé..

## Paroles
"Peuple d'Afrique !
Le Passé historique !
Que chante l'hymne de la Guinée fière et jeune
Illustre épopée de nos frères
Morts au champ d'honneur en libérant l'Afrique !
Le peuple de Guinée prêchant l'unité
Appelle l'Afrique.
Liberté ! C'est la voix d'un peuple
Qui appelle tous ses frères de la grande Afrique.
Liberté ! C'est la voix d'un peuple
Qui appelle tous ses frères a se retrouver.
Bâtissons l'unité africaine dans l'indépendance recouvrée."